# Vinohrady (Praha)
Vinohrady (do roku 1960 Královské Vinohrady, německy Königliche Weinberge) jsou od roku 1922 městská čtvrť a katastrální území hlavního města Prahy. Leží východně od Nového Města, na severu sousedí se Žižkovem, na východě se Strašnicemi, na jihu s Vršovicemi a na jihozápadě s Nuslemi.
Pod názvem Viničné Hory byly od roku 1788 (resp. od zřízení samospráv roku 1849) samostatnou obcí, od roku 1867 přejmenovanou na Královské Vinohrady. Do roku 1875 zahrnovaly i území Žižkova. V letech 1879–1921 byly městem, před jejich připojením do tzv. Velké Prahy v roce 1922 byly (po Praze, Brně a Moravské Ostravě) čtvrtým největším městem na území dnešní České republiky a pátým největším městem Československa. Do roku 1921 byly okresním městem vinohradského okresu, který byl s jejich připojením k Praze zrušen.
Do roku 1949 byly samostatným městským obvodem Praha XII, v roce 1949 byly rozděleny mezi dva a od roku 1960 dokonce mezi pět obvodů, zároveň se jejich západní část stala centrem nového obvodu Praha 2. Od roku 1960 se jmenují pouze Vinohrady.

## Dějiny

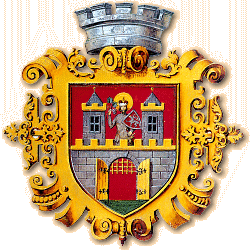
Historický znak Vinohrad se sv. Václavem

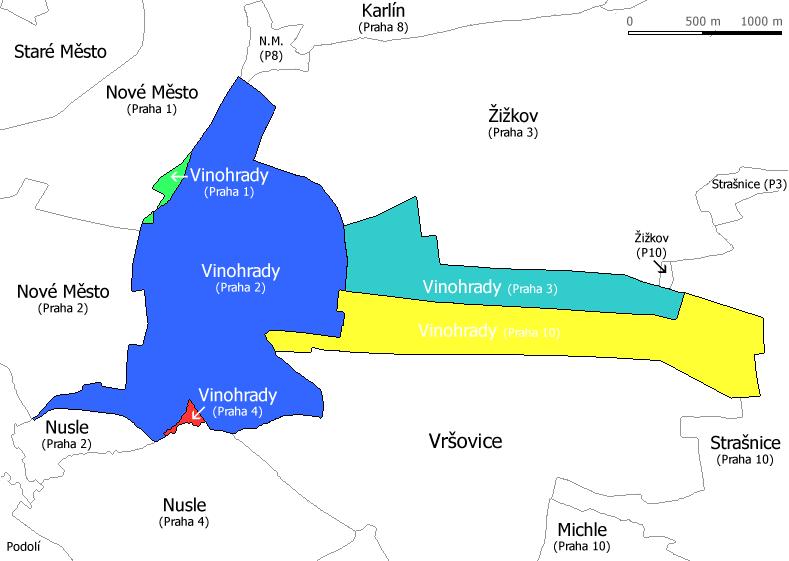
Vinohrady jsou rozděleny mezi pět městských částí

Pod názvem Viničné Hory byly od roku 1788 samostatným územním celkem, od zavedení obecních samospráv v roce 1849 obcí. V roce 1867 byly přejmenovány na Královské Vinohrady (německy Königliche Weinberge). Vinohrady jsou pojmenovány podle středověkých vinic, které byly na jejich jihozápadních svazích za branami města nad Koňským trhem, dnešním Václavským náměstím. Jménem „Královské Vinohrady“ měla být zvěčněna zásluha českého krále Karla IV. o vznik zdejšího vinohradnictví.
V roce 1875 byla tato obec rozdělena na dvě části s názvy Královské Vinohrady I. (pozdější Žižkov) a Královské Vinohrady II., které po roce 1877, kdy byl pro Královské Vinohrady I. přijat název Žižkov, dostaly původní název Královské Vinohrady a v roce 1879 byly povýšeny na královské město. V 19. století, až do rozpadu Rakousko-Uherska v roce 1918, se centralistická Vídeň bránila konkurenci rostoucí Prahy zakládáním samostatných královských měst místo jejich spojení s ní – tak bylo založeno i královské město Vinohrady.
Po zahájení bourání pražských hradeb na počátku 70. let 19. století se zde směrem od Národního muzea rozvíjela bytová výstavba vzmáhajících se středních a horních vrstev. Vinohrady rostly zejména od 80. let předminulého do 20. let minulého století, od kdy výstavba pokračovala dále na východ, na Ohradu a Malešice. Královské Vinohrady se prudce rozvíjely a postupně se staly čtvrtým největším městem v českých zemích: v roce 1880 měly ještě 14 831 obyvatel, o deset let později jich bylo 34 531 a v roce 1900 už měly 52 504 obyvatel. K roku 1905 měly 66 550 obyvatel (z toho 4 769 Němců), roku 1910 to bylo 77 120, v roce 1913 měly přes 84 tisíc obyvatel a do roku 1922 k 90 tisícům obyvatel.
Začátkem roku 1922 byly spolu s dalšími obcemi přičleněny k Velké Praze. Poté byly přejmenovány vinohradské ulice pojmenované po významných českých osobnostech (např. Palackého, Brandlova, Komenského, Dobrovského aj.), aby se zamezilo nejednoznačnosti v rámci Velké Prahy. Z té doby pocházejí názvy vinohradských ulic po státech a hlavních městech spojeneckých států Dohody (Anglická, Americká, Italská, Uruguayská, Jugoslávská, Bruselská, Bělehradská, Římská, Londýnská aj.).
V roce 1949 byla západní část Královských Vinohrad zahrnuta do obvodu Praha 2, velmi podobného dnešnímu obvodu a městské části Praha 2. Východní část Královských Vinohrad tvořila samostatný správní obvod Praha 12.
V roce 1960 zůstala část Královských Vinohrad západně od vodárny v obvodě Praha 2 (s Vyšehradem, částí Nuslí a Nového Města), východní část byla rozdělena mezi Prahu 3 (tvořenou Žižkovem a částí Strašnic) a Prahu 10 (jejímž centrem jsou Vršovice). Hranicí mezi Prahou 3 a Prahou 10 se stala Korunní a Šrobárova ulice. Drobné části území připadly i do obvodů Praha 1 (pruh mezi směry magistrály u horního konce Václavského náměstí, budovy Federálního shromáždění a Smetanova divadla, nyní Státní opery) a Praha 4 (okolí severní části Závišovy ulice, v trojúhelníku železničních tratí u Nuselských schodů, kde končí Nuselský pivovar, zde u podjezdu do Nuslí bývala kdysi železniční zastávka pro Královské Vinohrady přímo na železničním mostě, jejíž budova dosud stojí).
Rozdělením mezi pět obvodů (a později i mezi pět stejnojmenných městských částí) drží Vinohrady absolutní rekord mezi pražskými čtvrtěmi. Žádná jiná není rozdělena mezi pět, a dokonce ani mezi čtyři správní jednotky (pouze pět pražských katastrálních území je rozděleno vždy mezi tři městské části).
Snaha oprostit se od dobově ideologicky nežádoucích asociací vyústila při reorganizaci obvodů Prahy v roce 1960 ke zrušení přívlastku Královské, k velké nelibosti vinohradských rodáků i ostatních obyvatel této čtvrti (na oficiálních dokumentech – křestních a rodných listech – nebyl tento přívlastek uváděn již od roku 1945, ve snaze odstranit vše německé a tedy i vzpomínku na dobu „císařpána“). Původní název zůstal dodnes zachován například v názvu Fakultní nemocnice Královské Vinohrady a v hojném množství na starších červenobílých domovních popisných číslech (např. Londýnská 506, Praha 12 – Královské Vinohrady). O obnovení původního názvu čtvrti dnes usiluje místní společnost strany Koruna Česká.

## Doprava
V roce 1897 byla na Vinohradech zavedena tramvajová trať mezi Muzeem a Florou.
V letech 1978 a 1980 byly Vinohrady napojeny na síť metra (trasa A). V roce 1992 byl těsně u hranice Vinohrad vybudován Žižkovský vysílač.
Vinohrady jsou dopravně obslouženy linkou metra A, konkrétně stanicemi Náměstí Míru, Jiřího z Poděbrad, Flora a Želivského, a okrajově též linkou C (I. P. Pavlova), dále pak tramvajovou dopravou (linky 4, 5, 6, 10, 11, 13, 15, 16, 22, okrajově 26). Autobusová doprava je omezena, s výjimkou linky 135, 136, 175 a linek ve východním cípu čtvrti. Noční dopravu zajišťují tramvaje.
V katastrálním území Vinohrady se nachází téměř celé hlavní pražské nádraží (včetně budovy, v níž sídlí Drážní úřad, i provozní budovy přiléhající k ulici Seifertově a kromě nové odbavovací haly), pod západní částí Vinohrad vede trojice Vinohradských železničních tunelů, které spojují hlavní nádraží s vršovickým a smíchovským nádražím. Na druhé ze jmenovaných tratí v jižním cípu Vinohrad u hranice s Nuslemi bylo v letech 1888 až 1944 v provozu nevelké nádraží Praha-Královské Vinohrady.

## Území Vinohrad, významné budovy a prostranství
Centrum Vinohrad tvoří náměstí Míru, Vinohradská třída a park Riegrovy sady.
divadla:
- Smetanovo divadlo (1886–1887, Nové německé divadlo)
- Divadlo na Vinohradech (1905–1909, "Vinohradské divadlo")

doprava, infrastruktura, veřejné budovy:
- Budova Českého rozhlasu (1929–1931, Československého rozhlasu)
- Hlavní nádraží (1901–1909, císaře Františka Josefa I., Wilsonovo, Hlavní nádraží, Wilsonovo)
- Vozovna Královské Vinohrady
- Národní dům na Vinohradech (1893–1894, dříve ÚKDŽ, později KDŽ)
- Vinohradská sokolovna v Riegrových sadech
- Vinohradská tržnice (1902), jedna z pražských tržnic
- Vinohradská vodárenská věž (1891)
- Nuselské schody spojující Vinohrady a Nusle v nynější podobě z roku 1891

výroba:
- Měšťanský pivovar, založen 1893, po znárodnění v roce 1946 se zde přestalo pivo vařit, sladovna fungovala dál pod hlavičkou Staropramenu a působil zde Výzkumný ústav pivovarský a sladařský. Budova vyhořela 28. 8. 2000 dva roky poté, co ji koupila firma PRAHA-SEN, čímž byly zmařeny plány na rekonstrukci. Vznikly zde novostavby s názvem Korunní Court.
- Orionka. Zbourána do roku 2008, zůstal jen místní název. Vznikly zde novostavby Rezidence Korunní.
- Jatka a tržnice masa. Historická budova je skryta ve dvoře, památkově chráněna. Korunní 973/123
- Chmelova továrna na šunku a uzenářské zboží

nemocnice:
- Vinohradská nemocnice (Fakultní nemocnice Královské Vinohrady)

kaple, kostely:
- Kaple svaté Rodiny (1755)
- Kaple svatého Václava (1897)
- Husův sbor (1932–1935)
- Bazilika svaté Ludmily (1888–1893)
- Kostel Nejsvětějšího srdce Páně (1928–1932)

školy, vzdělávací zařízení:
- Arcibiskupské gymnázium v Praze
- Výtvarná škola Václava Hollara
- Gymnázium Sázavská

parky, zahrady:
- Riegrovy sady
- Havlíčkovy sady (též Grébovka)
- Sady Bratří Čapků

soukromé domy, vily:
- Dvojdům bratří Čapků (1928–1929) ve vilové kolonii Spolku žurnalistů (1923–1929)
- Gröbova vila (1871–1888, Villa Gröbe, „Grébovka“) s Dolní Landhauskou a parkem
- Kotěrova vila (1908–1909)
- Laichterův dům (1908–1909)
- Šalounova vila (1908–1909)
- Vila Osvěta, rodný dům Jana Masaryka

hřbitovy, krematoria:
- Krematorium Prahy (1929–1932)
- Vinohradský hřbitov (1885)

## Fotogalerie

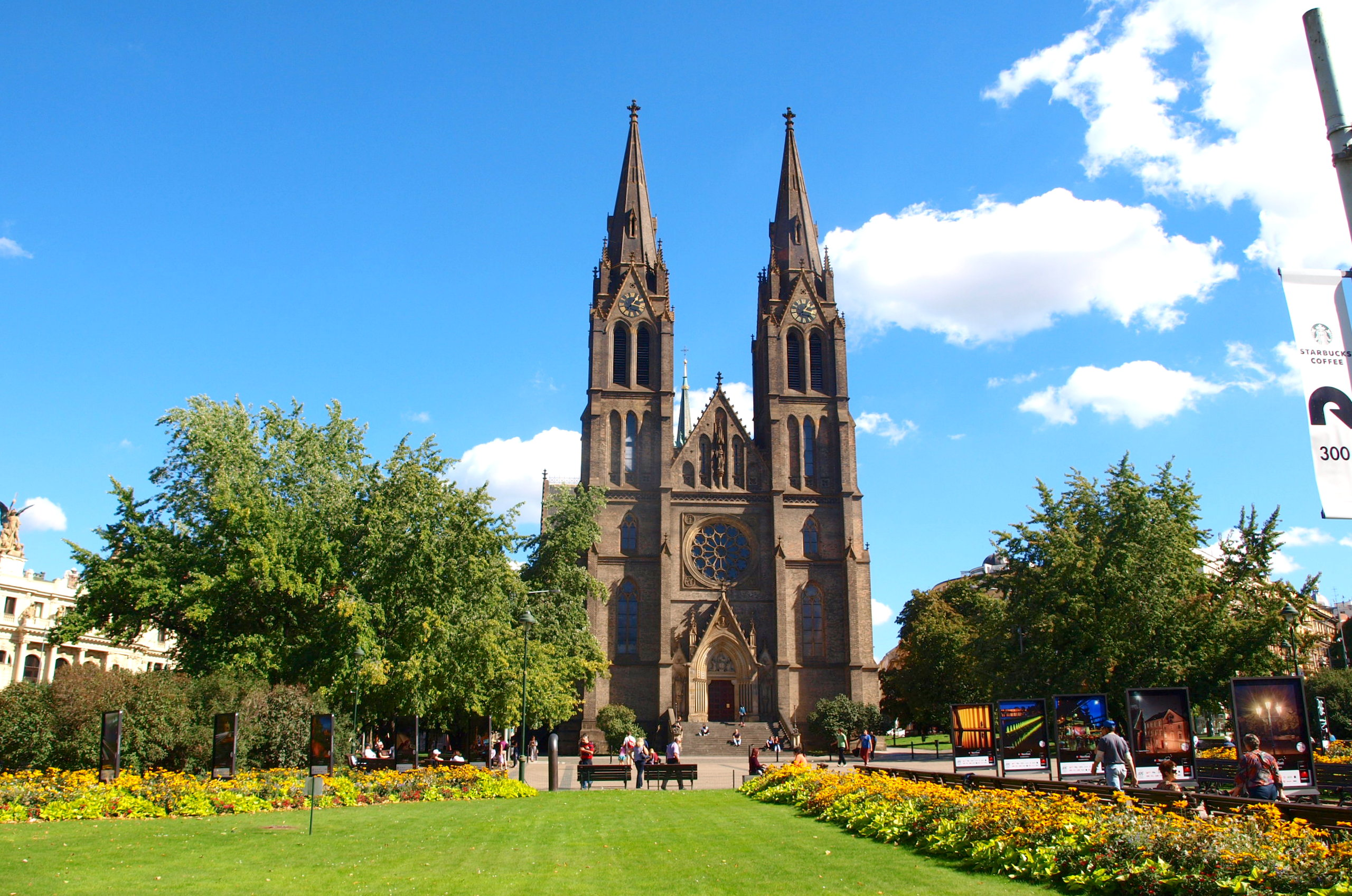
Náměstí Míru s kostelem sv. Ludmily
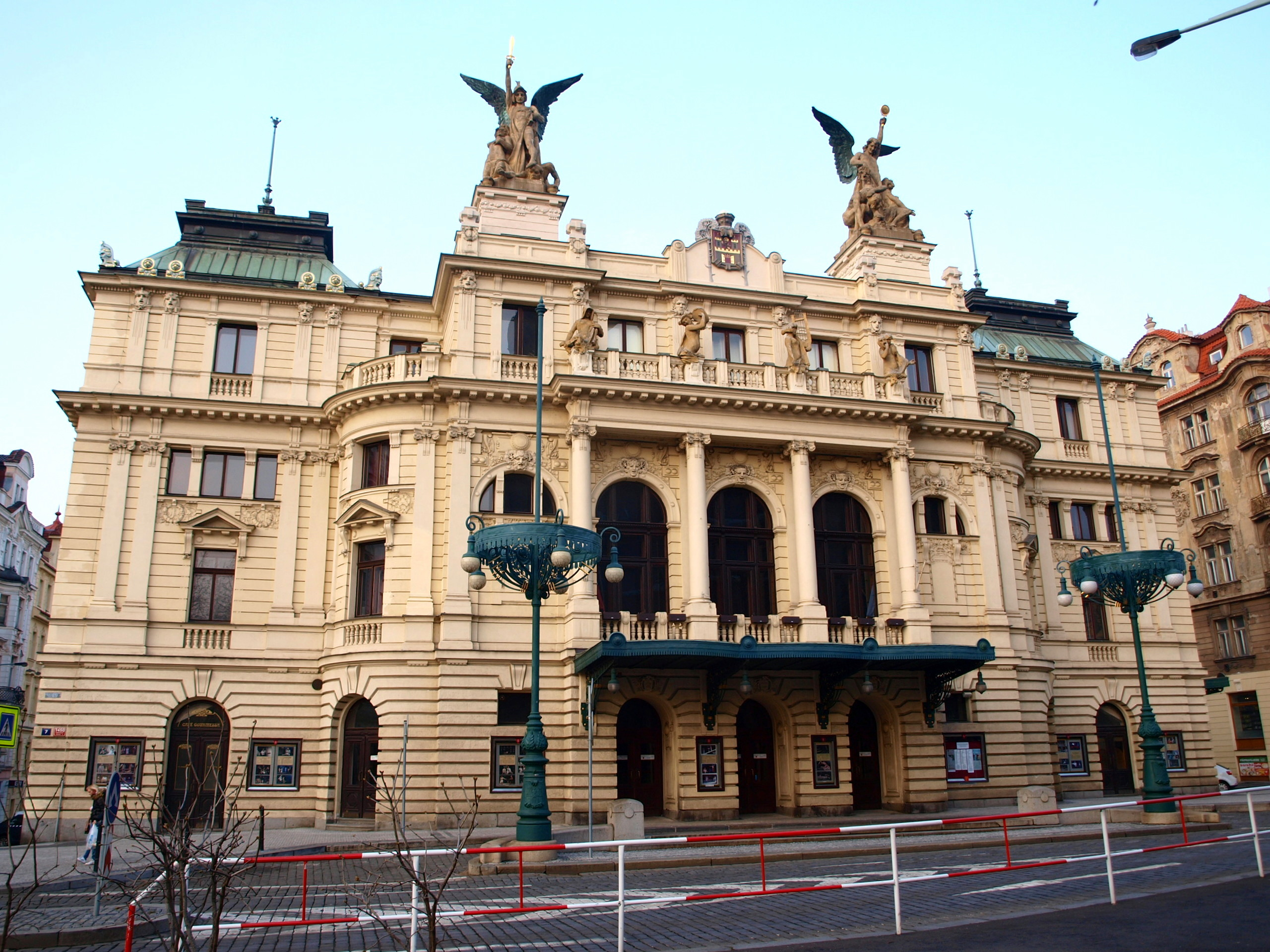
Budova Divadla na Vinohradech
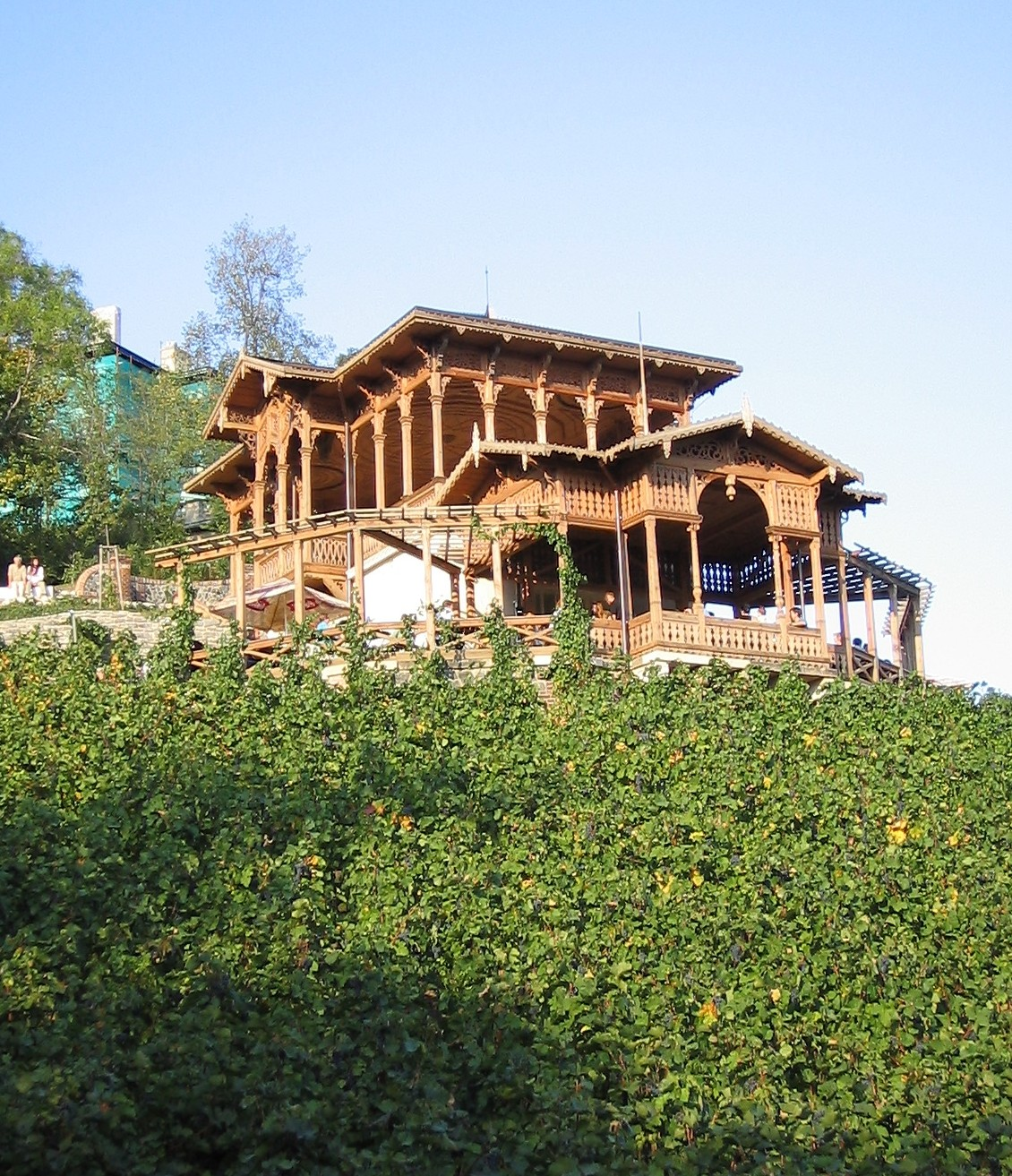
Viniční altán v Grébovce
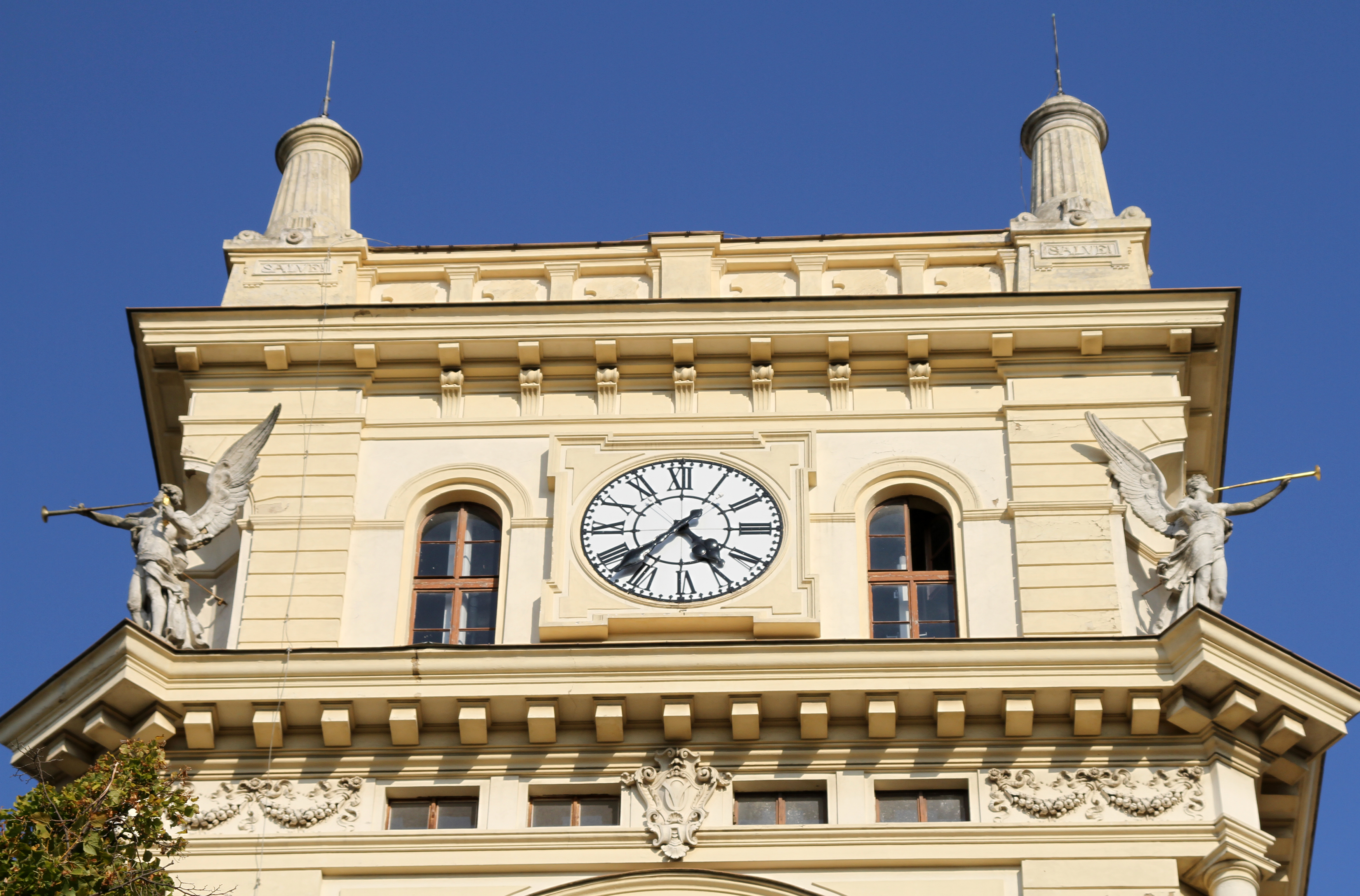
Vinohradská vodárna
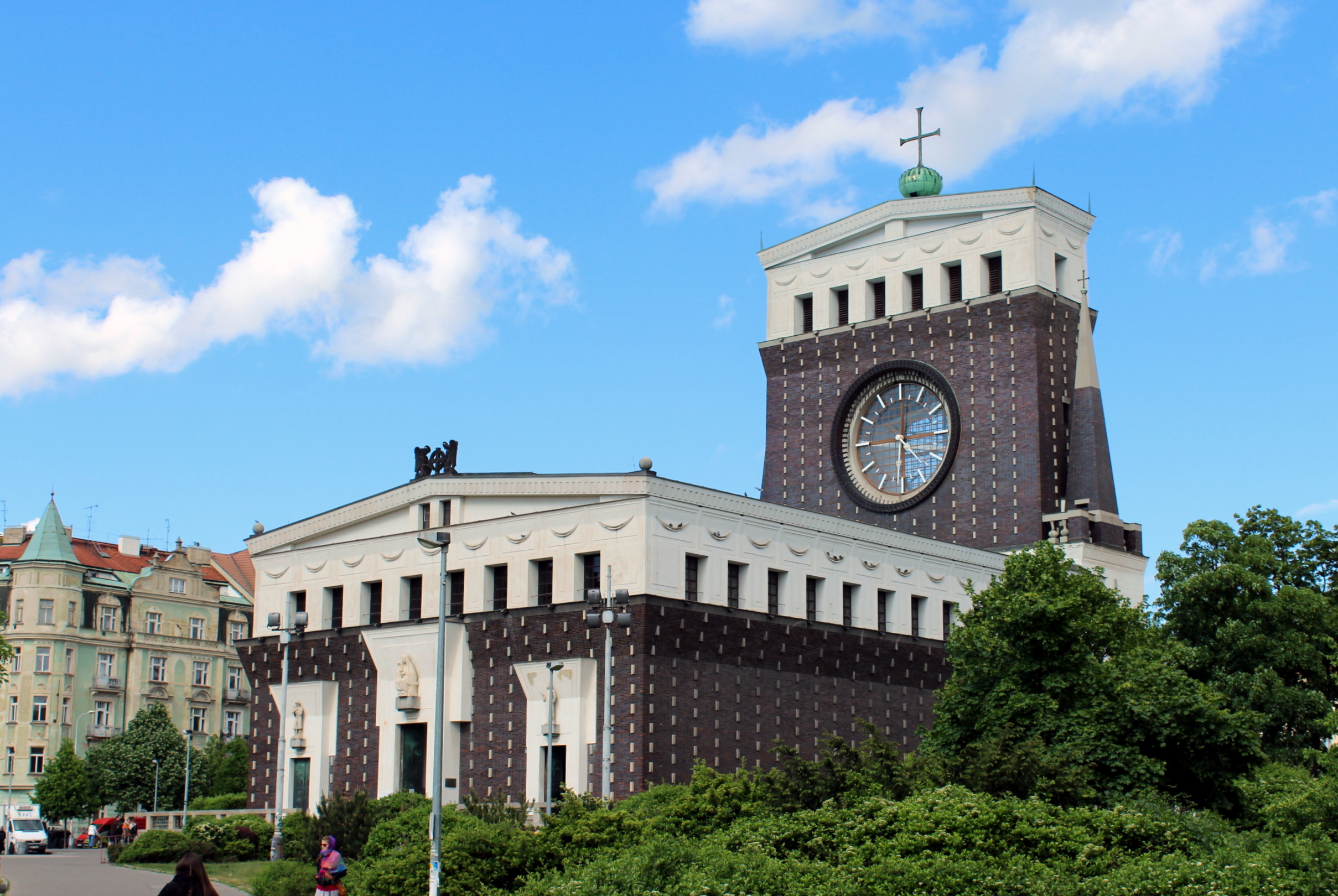
Kostel Nejsvětějšího srdce Páně na náměstí Jiřího z Poděbrad
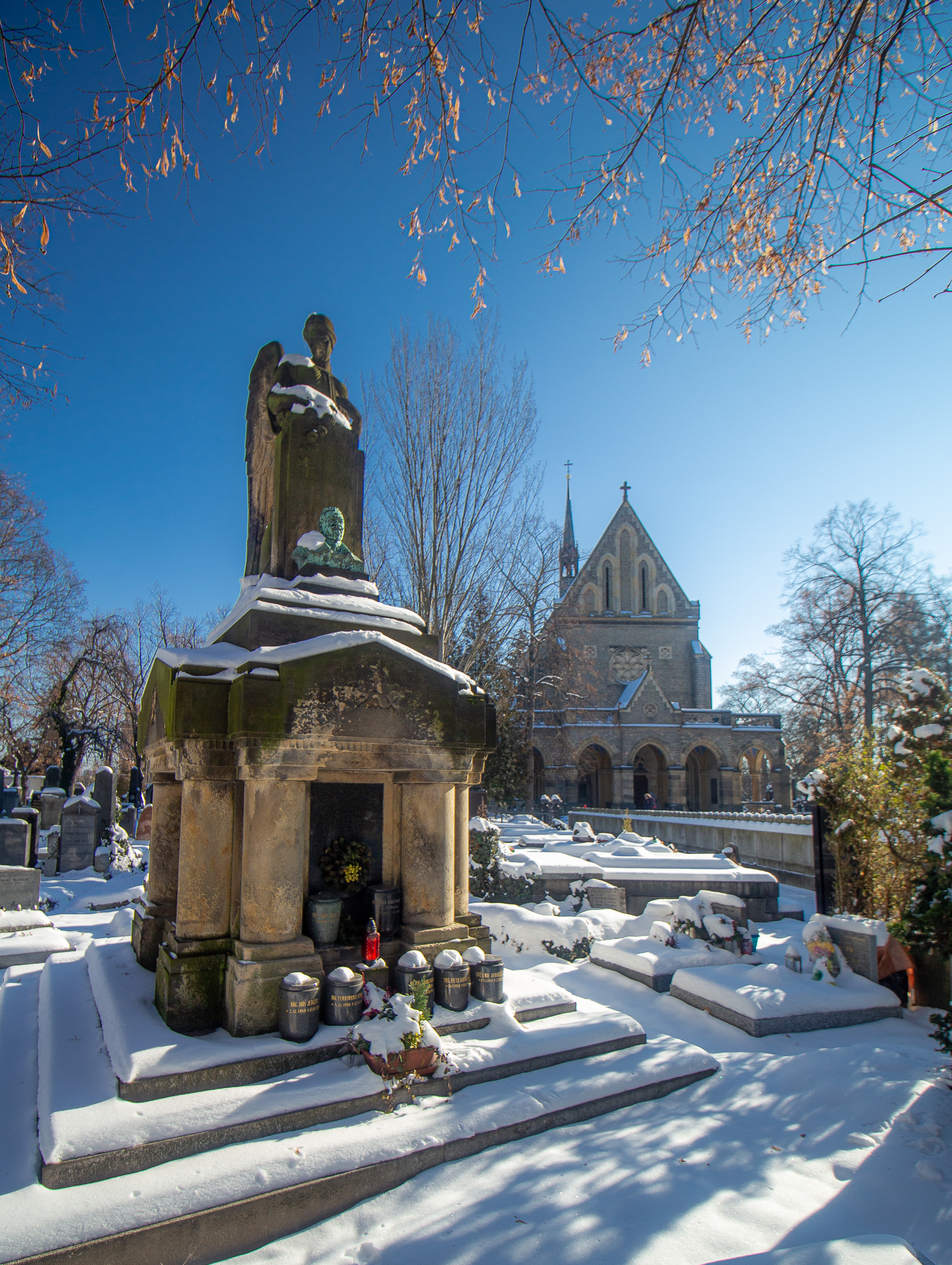
Kaple sv. Václava na Vinohradském hřbitově
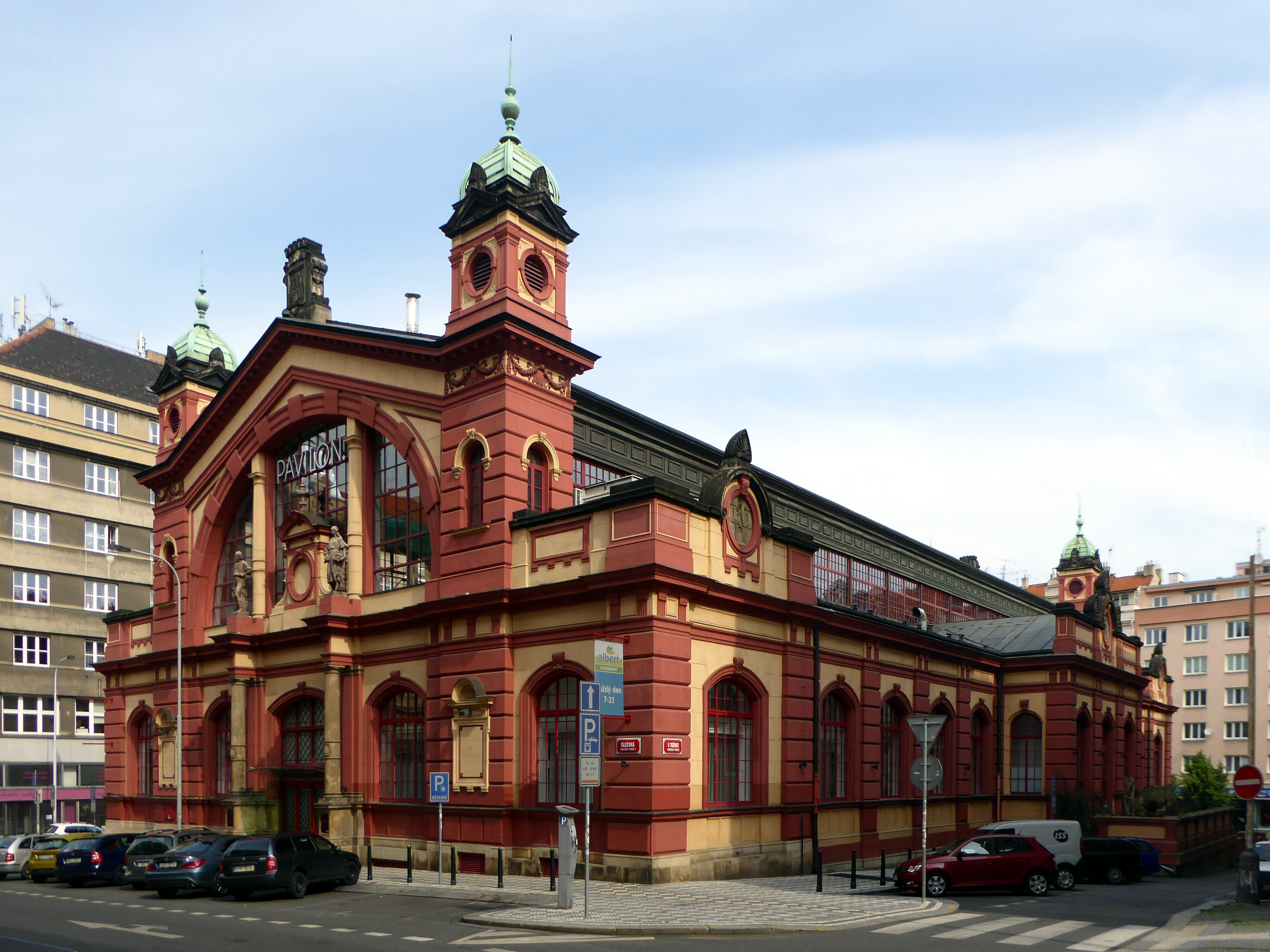
Vinohradská tržnice